# Dicranomyia (Dicranomyia) obtusistylus
Dicranomyia (Dicranomyia) obtusistylus is een tweevleugelige uit de familie steltmuggen (Limoniidae). De soort komt voor in het Neotropisch gebied.